# مارسلو ورون
مارسلو ورون (انگلیسی: Marcelo Verón؛ زادهٔ ۸ ژانویهٔ ۱۹۷۸) بازیکن فوتبال اهل آرژانتین است.
از باشگاه‌هایی که در آن بازی کرده‌است می‌توان به باشگاه فوتبال سالگیروش، باشگاه فوتبال کولو-کولو، و باشگاه فوتبال الملعب تونس اشاره کرد.